# 星際大戰跨媒體
星際大戰已经扩展到电影以外的媒体。这些衍生作品由卢卡斯影业授权并持有版权，尽管乔治·卢卡斯个人保留了从其参与制作的作品中借鉴和反驳的权利。这些衍生作品情节与正傳、前传和後傳三部曲以及衍生电影和电视剧同时或穿插进行。这些媒体除了常见的小说、漫画和電子遊戲，甚至还有廣播劇等其他形式。
除了CGI动画《複製人之戰》外，2014年4月之前制作的非电影作品统称为“星際大戰衍生宇宙”（Star Wars Expanded Universe）。现隶属于迪士尼的卢卡斯影业后来将此衍生宇宙更名为星際大戰傳說，并宣布其为非正史。2014年4月25日之后制作的大多数作品被卢卡斯影业定义为官方正史的一部分，尽管在该日期之后仍有少数传奇作品发行。

## 出版历史

### 1976–1987：早期电影和电视剧
星際大戰的第一部衍生作品是《Star Wars: From the Adventures of Luke Skywalker》（1976），这是1977年电影的小说化。后来艾倫‧狄恩‧佛斯特又撰写了续集《心灵之眼的碎片》（1978）。卢卡斯原本打算以此作为星際大戰低成本续集的基础，但当它成为有史以来最成功的电影之一时，卢卡斯决定自己撰写续集《帝國大反擊》（1980）。 在制作期间，卢卡斯批准了他有限参与的《假日特辑》 （1978）。
从1977年4月到1986年5月，  漫威漫画的星際大戰系列漫画销量强劲，以至于前漫威总编吉姆·舒特认为它在1977年和1978年为漫威度过了财务危机。该系列在1979年和1980年成为业界最畅销的作品之一。1983年至1984年又发行了改编自第三部院线电影《絕地大反攻》的四期限量漫画系列。 
两部原创故事情节的小说三部曲：布赖恩·戴利的《汉·索罗历险记》（1979至1980） 和L·尼尔·史密斯1983年的《藍道·卡利森历险记》。 戴利还分别为1981年、1983年和1996年播出的正傳三部曲撰写了广播剧。
1979年，肯纳推出了第一款星際大戰电子游戏， 之后在20世纪80年代初推出了几款雅达利和帕克兄弟电子游戏，主要改编自电影情节。
从《絕地大反攻》中引入的两部关于伊沃克人生活的衍生电视剧《小奇兵》、《魔星傳奇》，分别于，1985年至1986年连续播出两季。
美國加拿大动画公司Nelvana也为这毛茸生物制作了《小奇兵》动画，于1985年至1986年连续播出两季。姊妹系列《外星一對寶》讲述了R2-D2和C-3PO的进一步冒险。 1985年，漫威漫画公司旗下的Star漫画系列持续两年出版了伊沃克人相关的双月刊漫画。1986年，漫威漫画公司出版了八期《Droids》系列。 这两个系列有一个交叉的故事情节。 
1987年，为了纪念这部传奇诞生的十周年，迪士尼乐园开启了星際旅行项目。

### 1987-1991：“黑暗时代”
星際大戰系列的十周年纪念之后，星際大戰在各种媒体上的扩展基本上停滞了。1987年，影迷刊物《班萨足迹》被卢卡斯影业官方杂志吸收，该杂志专注于该公司在星際大戰之外的项目。 一些影迷担心该系列已经走到了尽头，1987年至1991年这段时间被称为“黑暗时代”。
但这个时代也有一些亮点。1987年，西端游戏发布了《星際大戰：角色扮演游戏》，以及后来的一些附带的角色扮演游戏材料，比如原始资料、游戏手册和冒险模块。这些出版物被称为“远超复古时代电影所知的第一批衍生出版物”，并成为许多小说家们的资料。 

### 1991–1996：索龙小说和黑暗帝國漫画
1991年，蒂莫西·扎恩的小说《帝國传承》出版，结束了星際大戰缺乏新素材的困境。 《帝國传承》在紐約時報暢銷書榜上排名第一， 开启了一个庞大的作品系列。 StarWars.com 在2014年写道，这部小说“启动了一个酝酿至今的出版计划，并使衍生宇宙得以正式推出”。 它引入了人气角色索隆元帅和瑪拉·翠玉，随后又推出了续集《黑潮汹涌》（1992）和《最终指令》（1993）。 索龙三部曲重振了星際大戰系列。 在《星際大戰秘史》中，迈克尔·卡敏斯基表示，这种重新燃起的热潮也是卢卡斯决定创作前傳三部曲的因素之一。
大约在同一时间，漫画授权被转让给了黑马漫画，后者出版了一系列接续正传电影三部曲之后的漫画系列，包括汤姆·维奇、卡姆·肯尼迪的《黑暗帝國》系列（1991-1995）。这部漫画在《帝國传承》小说问世数月后推出，是这些小说的续集，复活了电影中的角色皇帝白卜庭和波巴费特。蒂莫西·扎恩对利用克隆体复活白卜庭的概念持批评态度，认为这破坏并违背了《絕地大反攻》结局的意义。
《绝地王子》青少年小说系列于1992年至1993年发行，描绘了《絕地大反攻》大约一年后的卢克、莉亞和韓。《巴库拉休战》（1993）描述了《絕地大反攻》的战争后果。1993年，黑马漫画出版了《绝地传奇》，将虚构的宇宙扩展到了舊共和國时期，比电影早了大约4000年。该系列衍生了许多作品，包括小说和其他漫画，以及《舊共和國武士》电子游戏
1994年，卢卡斯授权部的Allan Kausch和Sue Rostoni讨论了卢卡斯的创作与其他作者的衍生作品之间的关系：
我们所说的正典或正史，包括剧本、电影、广播剧和小说，这些作品改编自乔治·卢卡斯的原始故事，其余都是其他作家写的。然而，我们也阅读了全部作品，并且考量了其中的大部分内容的整体连贯性。整个出版作品目录中包含了丰富的历史，像其他发展完善的神话一样。

### 1996–1999：帝國黯影和特别版电影
史蒂夫·佩里1996年的小说《帝國黯影》以《帝國大反擊》和《絕地大反攻》之间尚未探索的时期为背景，是跨媒体系列的一部分，该系列还包括漫画和电子游戏。这个跨媒体项目主要是为了在前傳三部曲以及卢卡斯1997年正傳三部曲特别版上映之前重振该系列。卢卡斯在电影特别版中加入了衍生宇宙的元素。例如，扎恩在索龙三部曲中创造的新共和國首都星球科洛桑，在《絕地大反攻》特别版中首次亮相，在之后的前傳三部曲中展现得更为突出。同名漫画系列于1998年推出，后来的副标题为《共和國》，在基·阿迪·芒迪于电影登场之前介绍了他。
1999年，星際大戰图书出版从 Bantam Spectra 转移到德雷书业，一个新系列《新绝地武士团》（1999-2003）描写正傳电影的25年至30年后，由多位作者撰写，并引入了一个新的威胁：遇战疯人，一个强大的外星种族，试图入侵并征服整个银河系。在该系列的第一部小说，R·A·萨尔瓦多的《主向量》中，人气角色丘巴卡阵亡。

### 1999–2014：前傳三部曲和複製人之戰
在1999年之前，衍生宇宙的大部分故事都扩展到《絕地大反攻》之后或早于《曙光乍現》之前很长的时间段。（例如绝地传奇系列）。在正傳三部曲（包括银河帝國的崛起以及達斯·維達和白卜庭皇帝的个人史）之前不久，留给卢卡斯以发展前传三部曲，从第一部《威脅潛伏》（1999）开始。
2000年，《共和國》系列漫画中引入了艾拉·塞库拉这个角色，后来登场于在《複製人全面進攻》（2002）中。2003年的动画系列《複製人之戰》和各种衍生书籍、漫画和电子游戏更详细地描绘了这场战争，直到《西斯大帝的復仇》（2005)。在电影上映之前，卢卡斯宣布了《複製人之戰》的3D续作，动画电影《複製人之戰》（2008）和同名电视剧（2008-2020）的播出。这些作品引出了阿纳金在这时期的学徒亞蘇卡·譚諾。只在电影或其他衍生作品中短暂出现的各种角色都有更深入的介绍。此时，卢卡斯否认有制作後傳三部曲的计划。
截至2004年，已经发布了1100多部星際大戰出版物，包括小说、漫画、纪实和杂志。卢卡斯授权部时任总裁霍华德·罗夫曼估计，星際大戰的总印刷量超过了6500万册。他说：“这些书是扩展星際大戰幻想的一种方式。这些电影对几代人产生了非常深远的影响。星際大戰已经成为一个文化触点，我们的影迷对探索更多的故事非常感兴趣。”

#### 全息仪数据库与规范
最初，卢卡斯影业在設定集中检索衍生宇宙的内容，还查阅官方参考书，如《星際大戰宇宙指南》（1984/1994）和《星際大戰百科全书》（1998）。2000年，卢卡斯艺术首席测试人员 Leland Chee 被聘为卢卡斯授权部的连贯性数据库管理员，并开发了一个作品连贯性数据库，部分基于1998年的《星際大戰：魔法背后》CD-ROM。该数据库后来被称为全息记录仪（Holocron），是星際大戰宇宙中的“古老知识与智慧的存储库”。数据库由55000多个角色、地点、物种和载具条目组成。

关于2012年的全息仪数据库，Leland Chee 表示：“星際大戰与其他系列电影的区别在于，我们在所有形式的媒体中都延续了一致的连惯性，无论是电影、电视剧、电子游戏、小说还是漫画，而全息仪数据库是卢卡斯影业能够做到这一点的关键部分。”全息仪数据库将正史分为五个级别（按优先级顺序）：
- G-canon 是“乔治·卢卡斯的正史”：六部电影（当时已上映的电影）高于其他较低层次的正史，[50]即使在提及其他媒体引入的元素时也是如此。用 Leland Chee 的话来说：“乔治对宇宙的看法就是他的看法，他不受制于从前。”[51]
- T-canon 是电视正史：由卢卡斯联合创作的《複製人之戰》动画组成的正史级别。[50]
- C-canon 衍生宇宙中的大部分媒体，包括书籍、漫画和电子游戏。[50]故事的创作引入了重大变化，比如《原力释放》电子游戏（引入了達斯·維達的秘密学徒），需要卢卡斯的批准，他花了几个小时向开发者解释角色关系。[51]
- S-canon 是次要正史，在连贯性正史中引入的任何与其他作品相悖的元素。[50]《假日特辑》就是其中之一，但不包括被更高级别正史所引用的元素。[51][52]
- D-canon 未播出的《迂迴前行（英语：Star Wars Detours）》中的元素。[53]
- N-canon 非正史，假如故事（如《Star Wars Tales》漫画集的前20期）、跨界登场（如《劍魂IV》中出现的《星際大戰》角色）、游戏统计数据，以及其他任何与更高级别正史直接矛盾的故事。[50]

#### 迪士尼收购和正史重建
2012年10月，华特迪士尼公司以40.6亿美元收购了卢卡斯影业。随后，卢卡斯影业成立了“卢卡斯影业故事组”，旨在审核和定义正史，统一电影、漫画和其他媒体。其成员包括 Chee、Kiri Hart 和巴勃罗·伊达尔戈 。为了防止计划中的续集三部曲受制于衍生宇宙作品的情节，而选择放弃与原正史统一。
2014年4月25日，卢卡斯影业将衍生宇宙更名为“星際大戰傳說”，并宣布其不属于正史系列。公司的重点将转移到建立基于新出版媒体的正史。 Chee 在2014年的一篇Twitter帖子中表示，故事组的“主要目标”是用一个有融洽的正史来取代之前的正史分级标准。然而，2020年播出的《複製人之戰》最后一季与2016年正史小说《亞蘇卡》的某些方面相矛盾。第二年，《複製人之戰》衍生系列剧《瑕疵小隊》与2015年肯南漫画系列的正史元素相矛盾。《瑕疵小隊》执行制片人詹妮弗·科贝特解释道：“我们所做的一切都是有原因的，可能不会100%贴合，这有点像既要尊重已有的东西，又要在这个故事中重新解读它。”

### 2014-2019：续集三部曲和选集电影
卢卡斯影业在2014年的公告中解释说，该系列中唯一被视为正史的现有作品将是电影和2008年的《複製人之戰》电影和电视剧。公告称这些作品是星際大戰历史上不可撼动的，所有其他故事的人物事件都必须与之保持一致的。还明确表示，计划中的星際大戰续集三部曲，以及后续开发在正史中的作品，将不会基于"傳說"，但可能会借鉴其中的素材第一部新正史小说是约翰·杰克逊·米勒于2014年9月出版的《新黎明》，为一个月后播出的CGI动画剧《反抗軍起義》拉开了序幕。漫威于2015年1月开始出版新漫画系列《星際大戰之旅》，出版计划包括与续集三部曲电影相关的书籍和漫画。
续集三部曲的第一部电影《原力覺醒》于2015年12月上映。影迷们对重建后的正史产生了一些小的抵触，其中一个团体成功地购买了一块广告牌，要求卢卡斯影业继续开发与正史分开的非正史衍生宇宙。《反抗軍起義》导演戴夫·菲洛尼在2016年第三季中将"傳說"角色索龙引入正史。蒂莫西·扎恩受聘撰写有关该角色的新正史小说。自共同创作《複製人之戰》以来，菲洛尼一直追随卢卡斯，在他的系列中加入了许多衍生元素。一些被取消的《複製人之戰》剧集被改编成了《複製人之戰遗产》跨媒体项目中的书籍和漫画。
《原力觉醒》之后，多部电影上映，包括选集电影《俠盜一號》（2016）和《韓索羅》（2018），以及第二部和第三部续集三部曲电影《最後的絕地武士》（2017）和《天行者的崛起》（2019）。漫威和IDW出版了数十部小说、漫画，《戰場前線II》（2017）等游戏发行。此外，以续集三部曲为背景的动画系列《抵抗勢力》，于2018年开始播出。

### 2019年至今：《曼达洛人》和其他作品
接续《絕地大反攻》之后的真人系列电影《曼达洛人》于2019年底在迪士尼流媒体服务Disney+上播出。2020年初，《複製人之戰》动画系列的最后一季在流媒体播出。
2020年2月，有消息称，一系列名为《共和國盛世》的新书和漫画将于8月开始出版。这条故事线发生在《威脅潛伏》事件200年前，不会与目前计划制作的任何电影或系列重叠
2020年12月，Disney+宣布了多部真人剧集，包括《歐比王·肯諾比》、《安道爾》、《藍道》、三部曼达洛衍生剧和《侍者》（背景设定在共和國盛世）。2021年4月2日，Disney+添加了多部星際大戰电影。《瑕疵小隊》于5月4日播出。
多部漫威漫画于2020年重启，移入《帝國大反擊》和《絕地大反攻》之间的时代。

## 傳說时间轴
星際大戰傳說宇宙跨越了多个时代，名称、标志和出版日期于2000年10月首次引入 ，并在2015年2月进行了完善
- 先共和國时代（25,053 BBY之前）：这个时代唯一发行作品是《绝地黎明》漫画系列和小说。
- 舊共和國时代（25053 – 1000 BBY）：包括绝地传奇系列漫画、舊共和國武士电子游戏、舊共和國网络游戏、《游侠》系列漫画和《达斯·贝恩》三部曲小说。
- 帝國崛起时代（1,000 – 0 BBY)：前傳三部曲到帝國统治之前的时代。
- 起义时代（0 BBY – 5 ABY)：正傳三部曲及其相关小说、漫画和电子游戏的时代。
- 新共和國时代（5 ABY – 25 ABY)：正傳三部曲之后的时代，包括《绝地王子》、《X翼》、《索龙三部曲》、《少年绝地武士》和其他小说系列。
- 新绝地武士团时代（25 – 40 ABY)：《新绝地骑士团》和《黑巢》三部曲小说系列的时代。
- 传承时代（40 – 140 ABY)：《原力传承》和《绝地的命运》系列小说以及《传承》系列漫画的时代。
- 无极（Infinities）：不遵循“傳說”设定的替代宇宙故事和戏仿。